# Lapos-üreg
A Lapos-üreg a Duna–Ipoly Nemzeti Parkban lévő Pilis hegységben található egyik barlang.

## Leírás
Pilisborosjenő külterületén, a Nagy-Kevély Pilisborosjenő felé néző oldalában, a hegy lábánál található Magas-erdőben van a barlang Ny-ra tekintő bejárata, amely lapos és széles. Az Országos Kéktúra 15-ös számú szakaszától nem messze helyezkedik el a kis barlang. Pilisborosjenő belterületét, majd a Teve-sziklát elhagyva a kék sáv jelzésű turistaúton közelíthető meg az üreg. Mielőtt a Kevély-nyeregbe tartó jelzett turistaút derékszögben jobbra kanyarodik és meredeken emelkedni kezd, azelőtt kell a turistaútról jobbra betérni az erdőbe, ahol megpillantható az alacsony sziklafalban kialakult barlang. Az engedély nélkül megtekinthető barlang bejárásához nem kell barlangjáró felszerelés.

## Kutatástörténet
1997-ben a Barlangtani Osztály megbízásából Sásdi László és Kovács Richárd mérték fel a barlangot, valamint a felmérés alapján meg lett rajzolva a barlang alaprajz térképe és hosszmetszet térképe. A felmérés alapján a 4820-33 barlangkataszteri számú Lapos-üreg 2,4 m hosszú és 0,5 m mély.